# Diecezja Kokstad
Diecezja Kokstad – diecezja Kościoła rzymskokatolickiego w Republice Południowej Afryki, w metropolii Durbanu. Została erygowana w 1935 roku jako prefektura apostolska. W 1951 stała się diecezją. 